# Epimedium qingchengshanense
Epimedium qingchengshanense là một loài thực vật có hoa trong họ Hoàng mộc. Loài này được G.Y.Zhong & B.L.Guo mô tả khoa học đầu tiên năm 2007.